# 8393 Tetsumasakamoto
8393 Tetsumasakamoto este un asteroid din centura principală de asteroizi.

## Descriere
8393 Tetsumasakamoto este un asteroid din centura principală de asteroizi. A fost descoperit pe 15 octombrie 1993 la Kitami de Kin Endate și Kazuro Watanabe. Asteroidul prezintă o orbită caracterizată de o semiaxă mare de 2,28 ua, o excentricitate de 0,19 și o înclinație de 6,0° în raport cu ecliptica.